# Elevador de Dart
El elevador de Dart (en inglés Dart's Elevator) fue el primer elevador de granos a vapor del mundo. Fue diseñado y construido por Joseph Dart y Robert Dunbar en 1842 en Búfalo, en el estado de Nueva York (Estados Unidos). El elevador se quemó en los años 1860.

## Descripción
Diseñado y construido en 1842 en Búfalo por Dart y Dunbar, el elevador Dart medía 15 por 300 m. Fue el primer elevador de granos a vapor del mundo. Tenía una cinta transportadora vertical de cuero con cangilones. Este sistema podría descargar grano del interior del casco de un barco de lago y hacerlo mucho más rápido que los métodos manuales empleados anteriormente. Solo había que amarrar el barco junto al elevador de almacenamiento. Dunbar diseñó la mayoría de los elevadores de granos que a finales del siglo XIX se encontraban a lo largo del río Búfalo. La ciudad de Búfalo recibió grano de los estados de Míchigan e Illinois en volumen en los años 1830. Eso presentó el problema de la congestión en los muelles. El método existente de gestión de la transferencia de grano desde los barcos rebasó la capacidad del puerto. Dart inventó un sistema mecánico de correas con cubos adjuntos para recoger el grano de los cascos de los barcos y almacenarlo.

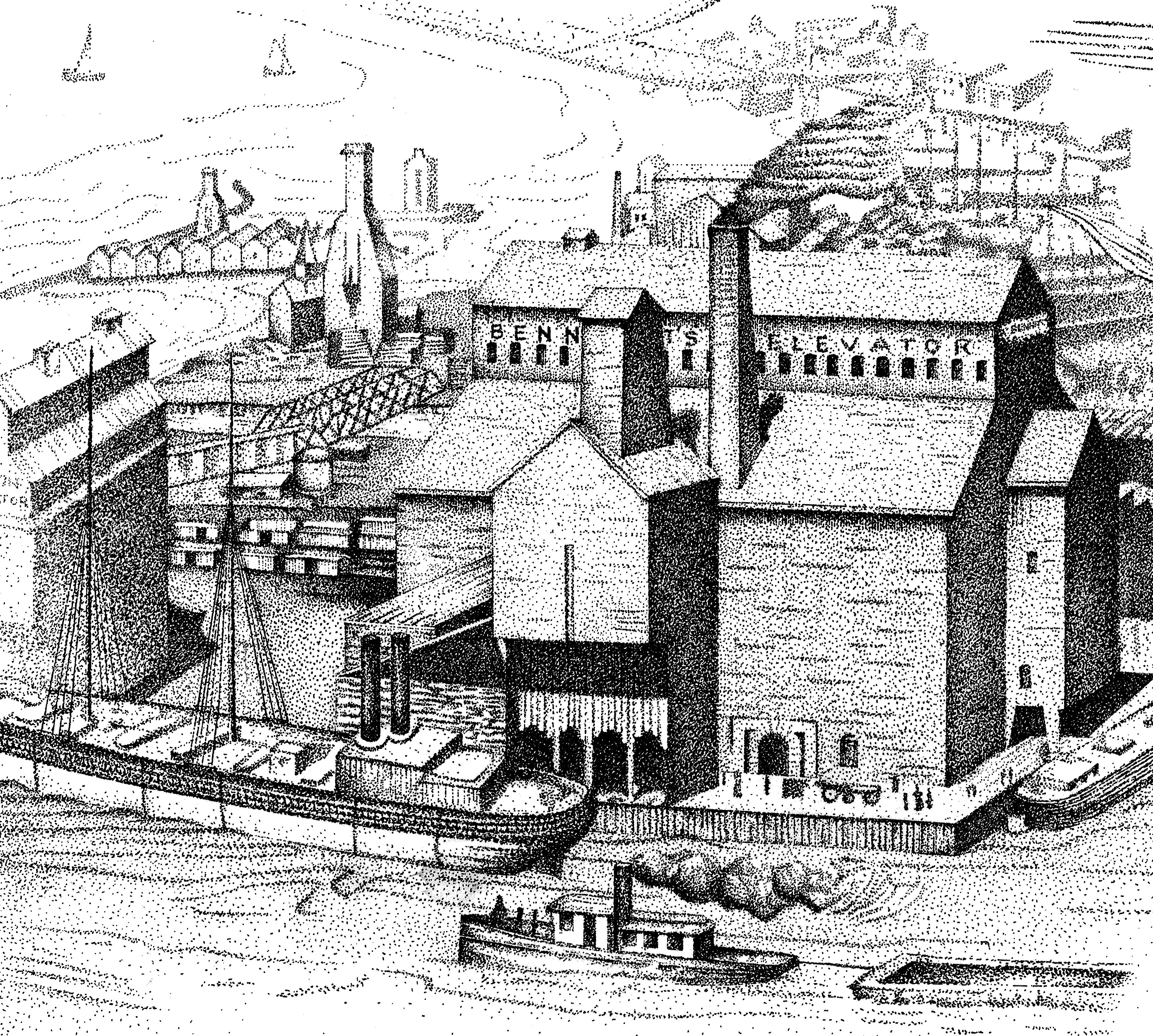
El elevador Bennett fue construido en el mismo sitio del de Dart

Dart también ideó un medio para bajar el extremo inferior del balde a las bodegas de los grandes barcos que traían granos a través de los Grandes Lagos o de las barcazas que los transportaban a lo largo del Canal Erie. Este fue un punto de inflexión en la industria, que marcó un cambio del trabajo manual de los hombres en las escaleras a un sistema mecanizado. Una característica importante en la invención de Dart fue el uso de un marco rígido, casi vertical, para sostener el conjunto de cubo, cadena y rueda dentada. Este conjunto vertical está contenido en un edificio y se denomina cangilón (leg) de "torre marina". Este conjunto de transportador vertical está alojado en un manguito de madera y podría inclinarse hacia afuera en la parte inferior de la estructura del elevador. Luego se baja directamente al interior de un recipiente que tenía grano en su bodega.
El elevador de Dart utilizó un conjunto de contenedores de granos. Encima de ellos había una cúpula que tenía equipo para pesar. El grano entrante fue llevado a la parte superior por el conjunto vertical del elevador de granos y descargado por gravedad al almacenamiento después de ser pesado. Luego, el grano vendido para ser transferido se tomó de los contenedores de almacenamiento. Se elevó nuevamente a la cúpula, se pesó y se distribuyó a una barcaza, tren o vehículo de transporte de granos. La marine leg (cangilón marino) del elevador era la más importante para estos procedimientos y funciones. 
Las innovaciones de Dart permitieron que el grano se levantara con un juego de baldes de cuchara unidos a un cinturón de bucle sin fin. El sistema de elevador deshizo y colocó la pata del elevador en diferentes formas. Uno era la stiff leg (cangilón rígido) dentro del edificio que llevaba el grano a las instalaciones de almacenamiento del elevador de granos desde los transportes terrestres. Otro fue la loose leg que trajo granos de barcos y barcazas al edificio del elevador de granos. La loose leg (cangilón suelto) se mantuvo en una posición elevada dentro del edificio del elevador de granos cuando no estaba en uso. Eso requería una torre inusual sobre el techo de la cúpula. Cuando se iba a descargar el cargamento de grano de un barco, la loose leg se bajaba al interior del barco.
El elevador de Dart estableció los principios industriales de la gestión del almacenamiento de granos. A fines del siglo XIX, estos sistemas de elevadores habían promovido un nuevo estilo en la arquitectura. La aplicación de estos sistemas de transferencia de granos afectó la forma en que se diseñaron y construyeron los edificios de almacenamiento. Estos sistemas de transportadores elevadores permitían el traslado del grano a tolvas separadas por una distancia, donde antes debían estar cerca unas de otras. Los equipos que se diseñaron con esta nueva tecnología resultaron más eficientes y rentables en el manejo de granos. El diseño del equipo de transporte tuvo un efecto en la arquitectura del edificio del elevador. El edificio de almacenamiento de granos de cúpula alta se generalizó. Muchas de las empresas de elevadores incorporaron estas nuevas innovaciones de Dart. Dart con el ingeniero Dunbar aplicó tecnología de punta a la administración de granos. Aplicaron sus innovaciones de elevadores de granos a los barcos y al transporte ferroviario que actualizaron los métodos tradicionales de mover el grano a mano.

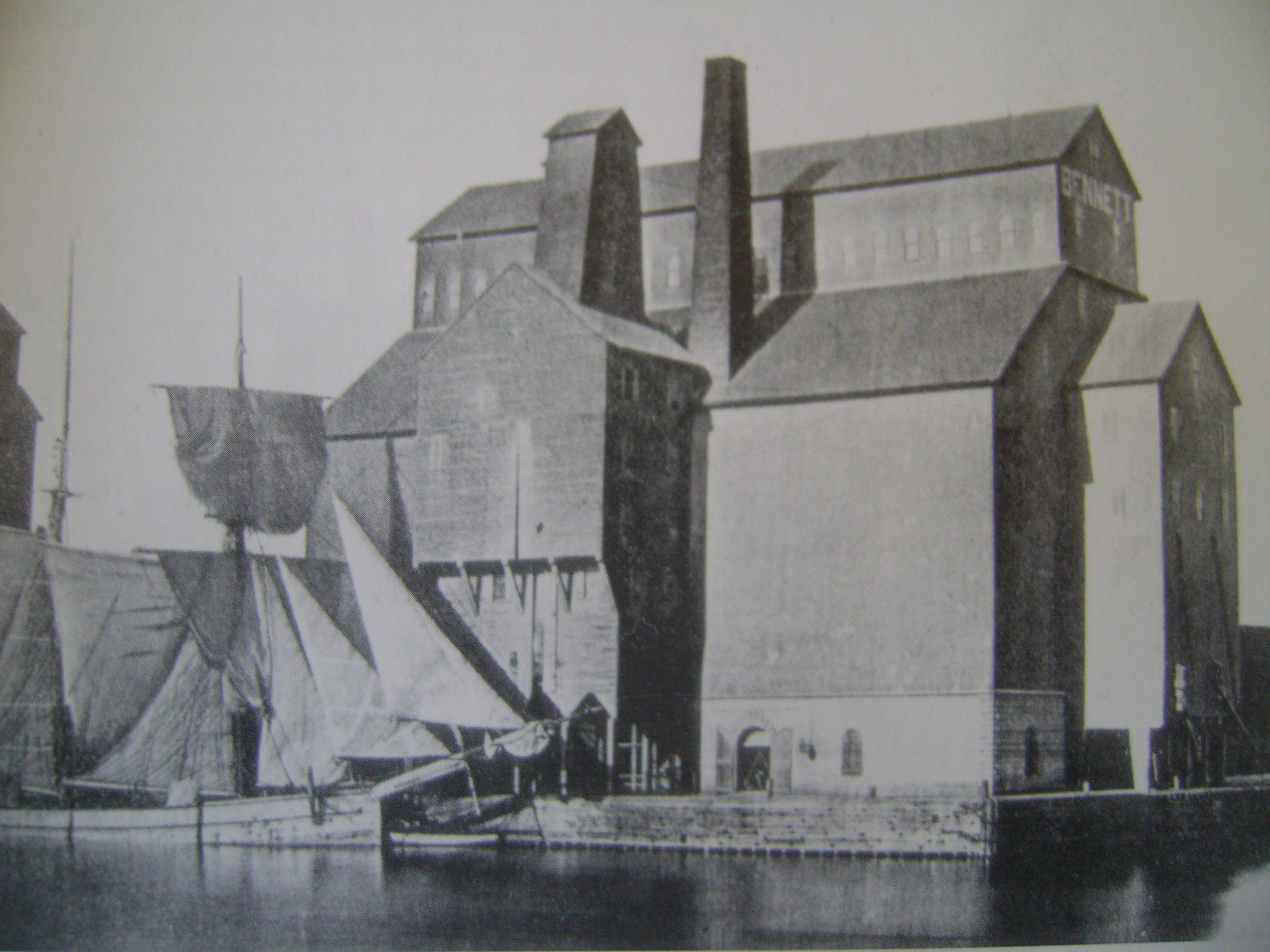
El elevador Bennett hacia 1900

La innovación mejorada de Dart de 1842 fue un arreglo de cubos que se colocaron separados en un cinturón de cuero por un par de pies. El mecanismo de la cubeta se sacó del edificio del almacén y se colocó en el interior de un recipiente que contenía granos. Este mecanismo se denominó marine leg (cangilón marino). Dart mejoró aún más el sistema donde los cubos se colocaron a 40 cm  de distancia. El mecanismo del elevador de cangilones operaba hasta 2000 fanegas por hora. Esa cantidad equivalía a una cuadrilla de hombres trabajando todo el día en condiciones ideales. El edificio del elevador de granos de Dart se terminó a fines de 1842 en un sitio donde se encuentran el río Búfalo y el Canal de Navegación Evans. Este fue una empresa exitosa desde el principio. El elevador Bennett se construyó más tarde en esta propiedad. A Dart a menudo se le pagaba el doble de su tarifa regular por el almacenamiento de emergencia de granos de una granja. El primer buque descargado en el elevador de Dart fue la goleta Filadelfia, que tenía 4515 fanegas de trigo. El primer cargamento de maíz desembarcado fue el 22 de junio de 1843 de la goleta Sudamérica.  El elevador de Dart descargó durante el primer año de funcionamiento más de 200.000 fanegas de grano.
Esta temprana mecanización desplazó las espaldas de los trabajadores irlandeses, que en un buen día podían transportar manualmente "no más de 2.000 fanegas al día" desde la bodega del barco.

La invención tuvo un efecto profundo en Búfalo y el movimiento de granos en los Grandes Lagos. La tecnología tuvo aplicación mundial:
El elevador de granos se desarrolló como una solución mecánica al problema de elevar el grano desde los botes del lago hasta los contenedores de almacenamiento a granel donde permanecía hasta que se bajaba para su envío en botes de canal o vagones de ferrocarril. Menos de quince años después de la invención del elevador de granos de Joseph Dart, Búfalo se había convertido en el puerto de granos más grande del mundo, superando a Odessa, Rusia; Londres, Inglaterra; y Róterdam, Holanda.

## Incendio
El elevador de Dart se quemó alrededor de 1862 o 1863. El elevador Bennett se construyó en el mismo lugar en 1864. Dunbar también participó en el diseño de este nuevo elevador de granos.